# هان سانگ سو
هان سانگ سو (انگلیسی: Han Seung-soo؛ زادهٔ ۲۸ دسامبر ۱۹۳۶) سیاستمدار اهل کره جنوبی است. هان از ۲۹ فوریه ۲۰۰۸ تا ۲۸ سپتامبر ۲۰۰۹ نخست‌وزیر کره جنوبی بود، وی همچنین از ۲۰۰۱ تا ۲۰۰۲ رئیس پنجاه و ششمین اجلاس مجمع عمومی سازمان ملل متحد بود.

## تحصیلات
هان در ۱۹۶۰ مدرک کارشناسی خود را از دانشگاه یانسه اخذ نمود و سپس در ۱۹۶۳ مدرک کارشناسی ارشد خود را از دانشگاه ملی سئول و در ۱۹۶۳ دکترای خود را در رشته علم اقتصاد از دانشگاه یورک دریافت کرد. وی در سمت‌های مختلف استادی در بریتانیا و کره جنوبی به فعالیت پرداخت.

## فعالیت سیاسی و دیپلماتیک
هان در ۱۹۸۸ برای اولین بار به عضویت شورای ملی انتخاب شد. وی سپس از ۱۹۹۳ تا ۱۹۹۴ به عنوان سفیر کره در ایالات متحده آمریکا خدمت کرد، از ۱۹۹۴ تا ۱۹۹۵ دبیر ارشد رئیس‌جمهور کیم یانگ‌سام و معاون نخست‌وزیر بود. و از۱۹۹۶ تا ۱۹۹۷ سمت وزیر دارایی را عهده‌دار بود.
در آوریل ۲۰۰۱، هان به عنوان وزیر امور خارجه دولت کره جنوبی منصوب شد. هان سپس در سپتامبر ۲۰۰۱ به عنوان رئیس پنجاه و ششمین نشست مجمع عمومی سازمان ملل متحد انتخاب شد.
هان پس از دوره ریاست خود در سازمان ملل متحد، دوباره وارد سیاست شد و در ۲۰۰۲ برای عضویت در مجلس ملی کره انتخاب شد. قبل از برگزاری انتخابات هان از سمت‌های رئیس مجمع عمومی سازمان ملل و وزیر امور خارجه استعفا داد.
در ۲۰۰۴، هان توسط ملکه الیزابت دوم به عنوان فرمانده افتخاری شوالیه نشان امپراتوری بریتانیا را کسب کرد وبه اخذ آن (KBE) مفتخر گردید.
پس از پیروزی لی میونگ باک در انتخابات ریاست جمهوری دسامبر ۲۰۰۷، رئیس‌جمهور در اواخر ژانویه ۲۰۰۸ هان را به عنوان نخست‌وزیر معرفی کرد. نامزدی هان در تاریخ ۲۹ فوریه ۲۰۰۸، با ۲۷۰ رأی موافق و ۹۴ رأی مخالف، توسط شورای ملی تصویب شد. حزب متحد دموکرات، که هان را نامناسب برای نخست‌وزیری می‌دانست، باعث شد تا رای‌گیری از تاریخ برنامه‌ریزی شده ۲۵ فوریه به تأخیر بیفتد، اما سرانجام پس از کناره‌گیری سه نامزد وزیر دیگر تصمیم گرفت با نامزدی هان مخالفت نکند.
به دلیل جنجال و اعتراض در مورد معامله واردات گوشت گاو از ایالات متحده، هان و کابینه او در ژوئن ۲۰۰۸ استعفا دادند. لی در ۷ ژوئیه کمی کابینه را تغییر داد و به جای سه وزیر جایگزین کرد اما هان و بیشتر کابینه او را سر جای خود نگه داشت.
در دسامبر ۲۰۱۳، هان به عنوان نماینده ویژه در زمینه کاهش خطر بلایا و آب توسط دبیرکل سازمان ملل متحد بانکی کیمون منصوب شد، هان از ماه مه ۲۰۰۷ به عنوان نماینده ویژه سازمان ملل متحد در زمینه تغییرات آب و هوایی نیز خدمت کرد.